# 고무라 긴이치

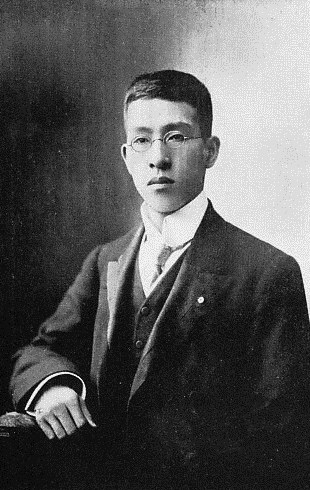
고무라 긴이치 후작

고무라 긴이치(小村欣一)는 일본 제국의 외교관, 화족, 정치인이다. 귀족원 후작 의원.
외교관 고무라 주타로의 장남으로 태어나 일본 중학·고등학교를 거쳐 1907년 7월 도쿄 제국대학 법과대학 정치학과를 졸업하였다. 동년 11월 외교관급영사관시험에 합격하여 청나라에 외교관보로 부임하게 된다. 이듬해 1908년 영국의 주영일본대사관으로 부임하게 된다. 3년 후 1911년 부친 주타로 후작이 위독하여 귀국하였고 부친 사후 동년 12월 22일 후작위를 습작하였고 귀족원 의원에 취임하였다.
이후 외무성 정무국 제1과장, 정보부장을 역임하였으며 척무성을 설립하여 조선부장, 차관에 취임하였다. 하마구치 내각의 척무차관으로 유임.
1929년 12월 29일 급서하여 후작위는 동생 쇼지가 습작하게 된다.

## 같이 보기
- 장인 - 히라야마 나리노부 자작
- 처남 - 히라야마 요자부로(요사부로) 자작

| 전임 고무라 주타로 | 제2대 고무라 (주타로) 후작가 당주 1911년 ~ 1930년 | 후임 고무라 쇼지 |